# Under Cöver
Under Cöver är ett samlingsalbum av Motörhead, släppt den 1 september 2017.

## Låtlista
| 1.  | Breaking the Law (Judas Priest-cover)             | Rob Halford, K.K. Downing och Glenn Tipton          | 2:33 |
| 2.  | God Save the Queen (Sex Pistols-cover)            | Glen Matlock, John Lydon, Paul Cook och Steve Jones | 3:19 |
| 3.  | Heroes (David Bowie-cover)                        | David Bowie och Brian Eno                           | 4:36 |
| 4.  | Starstruck (Rainbow-cover)                        | Ritchie Blackmore och Ronnie James Dio              | 4:06 |
| 5.  | Cat Scratch Fever (Ted Nugent-cover)              | Ted Nugent                                          | 3:54 |
| 6.  | Jumpin' Jack Flash (The Rolling Stones-cover)     | Mick Jagger, Keith Richards och Bill Wyman          | 3:19 |
| 7.  | Sympathy for the Devil (The Rolling Stones-cover) | Mick Jagger och Keith Richards                      | 5:35 |
| 8.  | Hellraiser (Ozzy Osbourne-cover)                  | Ozzy Osbourne, Zakk Wylde och Lemmy Kilmister       | 4:32 |
| 9.  | Rockaway Beach (The Ramones-cover)                | Dee Dee Ramone                                      | 2:16 |
| 10. | Shoot 'Em Down (Twisted Sister-cover)             | Dee Snider                                          | 3:53 |
| 11. | Whiplash (Metallica-cover)                        | James Hetfield och Lars Ulrich                      | 3:49 |

## Musiker
- Lemmy Kilmister – sång, basgitarr
- Phil Campbell – gitarr, bakgrundssång
- Würzel – gitarr, bakgrundssång på "Cat Scratch Fever" och "Hellraiser"
- Mikkey Dee – trummor

Gästmusiker
- Biff Byford – sång på "Starstruck"